# Kroatisches Nationaltheater in Rijeka

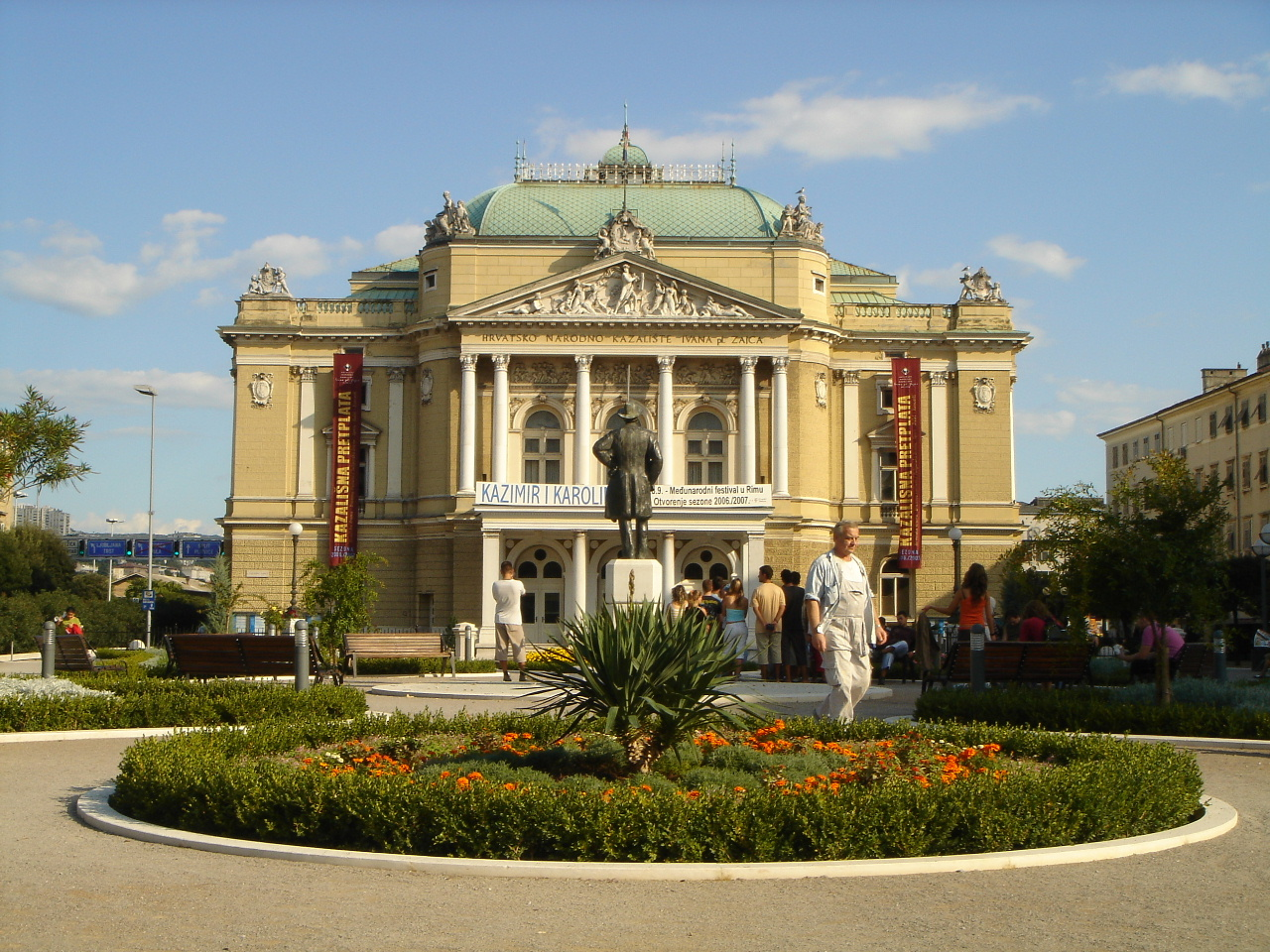
Kroatisches Nationaltheater in Rijeka

Das Kroatische Nationaltheater in Rijeka „Ivan Zajc“ (kroatisch: Hrvatsko narodno kazalište Ivana pl. Zajca u Rijeci) ist ein Mehrspartentheater in der kroatischen Hafenstadt Rijeka. Es wird allgemein auch als HNK Zajc bezeichnet und ist nach dem in Rijeka geborenen Komponisten und Dirigenten Ivan Zajc benannt.

## Geschichte
Die Stadt Rijeka blickt auf eine mehr als 200-jährige Theatergeschichte, wobei der Ursprungsbau aus dem Jahr 1765 stammt. Ende des 18. Jahrhunderts wurde durch den aus Rijeka (damals Fiume genannt) stammenden Kaufmann Andrea Lodovico Adamich mit dem Bau eines neuen Theaters begonnen, welches 1805 unter dem Namen Adamich Theater eröffnet wurde. Mit einem großen Zuschauerraum und mit in Logen unterteilten Balkonen bildete es die nächsten achtzig Jahre lang das Zentrum des Theaterlebens in Rijeka. Es bot hauptsächlich Gastspiele aus Italien, aber manchmal auch deutsche Opern- und Theatergruppen. Als jedoch Ende des 19. Jahrhunderts mehrere europäische Theater brannten, erfüllte das Theater nun nicht die zusätzlichen Sicherheitsvorkehrungen der Österreichisch-Ungarische Monarchie. Daher beschloss die Stadtverwaltung das bestehende Theater abzureißen um ein modernes und zeitgemäßes Theater zu bauen.
1883 beschloss die Stadtverwaltung von Rijeka unter der Leitung des Bürgermeisters Giovanni de Ciotta, einem Enkel von Lodovico Adamich, ein großes neues Theatergebäude auf dem Ürmenyi-Platz in Rijeka zu errichten. Beauftragt wurde die auf Theaterbauten spezialisierten Architekten Hermann Helmer und Ferdinand Fellner d. J. (Büro Fellner & Helmer) modernisieren. Das neue Theater wurde im neobarocken Stil errichtet. Die Statuen für die Fassade stammen vom österreichischen Steinmetz Reinhold Völkel, während das Giebelfeld die allegorischen Darstellungen Drama und Musik vom venezianischen Bildhauer Auguste Benvenuti  zeigt. Jeweils drei Deckengemälde im Zuschauerraum wurden von Franz Matsch und den Geschwistern Ernst und Gustav Klimt erstellt. Nach zweijähriger Bauzeit war der Eröffnungstag des nun genannten Teatro Comunale am 3. Oktober 1885. Die beiden ersten Aufführungen waren die Opern Aida von Giuseppe Verdi und La Gioconda von Amilcare Ponchielli.
Neben Gastspielen von den Komponisten Giacomo Puccini und Pietro Mascagni gastierte 1898 der Tenor Enrico Caruso ebenfalls im Theater. Im Jahr 1941 sang der italienische Opernsänger Beniamino Gigli in Aida. Im Jahr 1899 trat die französische Schauspielerin Sarah Bernhardt mit ihrem Ensemble Alexandre Dumas La Dame aux Camélias in Rijeka auf.
Das Teatro Comunale wurde im Laufe seiner Geschichte mehrmals umbenannt, so hieß es ab 1913 Teatro Verdi und ab 1946 Teatro del popolo. 1953 wurde das Theater nach dem Komponist Ivan Zajc benannt, der bereits 1857 in diesem Theater Verdis Nabucco dirigierte. Seit 1991 hat es seinen heutigen Namen und zählt zu den vier Nationaltheatern Kroatiens, neben denen in Zagreb, Split und Osijek.
Während der COVID-19-Pandemie musste das HNK Zajc den Betrieb mehrfach unterbrechen und reagierte mit einem Livestream einzelner Programmpunkte auf YouTube. Im Sommer 2021 öffnete das Theater für Veranstaltungen unter Berücksichtigung der 3G-Regeln.

## Leitung
- Intendant: Marin Blažević[20]
- Generalmusikdirektor: Valentin Egel[21]
- Operndirektor: Dražen Siriščević[22]
- Dramaturgische Leitung (kroatisch): Renata Carola Gatica[23]
- Dramaturgische Leitung (italienisch): Giulio Settimo[24]
- Ballettmeisterin: Maša Kolar[25]
- Kaufmännische Direktorin: Martina Radelja[26]
- Technische Leitung: Alan Vukelić[27]